# 울트라 Q
울트라 Q(일본어: ウルトラQ)는 1960년대 미국의 텔레비전 드라마인 트와이라잇 존(환상특급)을 의식해서 츠부라야 프로덕션에서 만들어진 특촬 SF 드라마로, 주인공은 민간항공회사 호시카와 항공(川航空)의 파일럿인 만죠메 쥰과 그 조수 토가와 잇페이, 그리고 마이니치 신보(每日新報)의 여성 카메라맨인 에도가와 유리코를 중심으로, 노령의 과학자인 이치노타니 박사와의 협력을 통하여 매회 이들이 마주치는 불가사의한 사건을 해결하는 스토리로 진행된다.

## 개요
| 울트라 Q    | 울트라 Q                                         |
| ----------- | ------------------------------------------------ |
| 방송 시간   | 매주 일요일 오후 19:00 ~ 19:30 (30분 방영)       |
| 방송 기간   | 1966년 1월 2일 ~ 1966년 7월 3일                  |
| 방송 횟수   | 28화                                             |
| 제작        | TBS 테레비 츠부라야 프로덕션                     |
| 채널        | TBS 테레비                                       |
| 감독        | 츠부라야 하지메 외                               |
| 각본        | 킨조 테츠오 이이지마 토시히로 외                 |
| 내레이션    | 이시자카 코시                                    |
| 출연        | 사하라 켄지, 사이죠 야스히코, 사쿠라이 히로코 외 |
| 첫 에피소드 | 고메스를 쓰러뜨려라!(ゴメスを倒せ!)              |

## 등장인물
- 만죠메 쥰 - 민간 항공사인 호시카와 항공의 조종사
- 토가와 잇페이 - 호시카와 항공 조종사 조수
- 에도가와 유리코 - 매일 신보 사회부의 여성 사진작가이자 기자이기도 하다
- 이치노타니 박사 - 이치노타니 연구소 소장

## 방송 목록
| 회차   | 제목                                  | 방영일자         |
| ------ | ------------------------------------- | ---------------- |
| 제1화  | 고메스를 쓰러트려라!(ゴメスを倒せ!)   | 1966년 1월 2일   |
| 제2화  | 고로와 고로(五郎とゴロー)             | 1966년 1월 9일   |
| 제3화  | 우주로부터의 선물(宇宙からの贈りもの) | 1966년 1월 16일  |
| 제4화  | 매머드 플라워(マンモスフラワー)       | 1966년 1월 23일  |
| 제5화  | 페기라가 왔다!(ペギラが来た!)         | 1966년 1월 30일  |
| 제6화  | 길러라! 거북이(育てよ! カメ)          | 1966년 2월 6일   |
| 제7화  | SOS 후지 산(SOS富士山)                | 1966년 2월 13일  |
| 제8화  | 달콤한 꿀의 공포(甘い蜜の恐怖)        | 1966년 2월 20일  |
| 제9화  | 거미 남작(クモ男爵)                   | 1966년 2월 27일  |
| 제10화 | 지저초특급 서쪽으로(地底超特急西へ)   | 1966년 3월 6일   |
| 제11화 | 바룬가(バルンガ)                      | 1966년 3월 13일  |
| 제12화 | 새를 보았다(鳥を見た)                 | 1966년 3월 20일  |
| 제13화 | 가라다마(ガラダマ)                    | 1966년 3월 26일  |
| 제14화 | 도쿄 빙하기(東京氷河期)               | 1966년 4월 3일   |
| 제15화 | 카네곤의 누에고치(カネゴンの繭)       | 1966년 4월 10일  |
| 제16화 | 가라몬의 역습(ガラモンの逆襲)         | 1966년 4월 17일  |
| 제17화 | 1/8 계획(1/8計画)                     | 1966년 4월 24일  |
| 제18화 | 무지개 달걀(虹の卵)                   | 1966년 5월 1일   |
| 제19화 | 2020년의 도전(2020年の挑戦)           | 1966년 5월 8일   |
| 제20화 | 해저원인 라곤(海底原人ラゴン)         | 1966년 5월 15일  |
| 제21화 | 우주지령 M774(宇宙指令M774)           | 1966년 5월 22일  |
| 제22화 | 변신(変身)                            | 1966년 5월 29일  |
| 제23화 | 남해의 분노(南海の怒り)               | 1966년 6월 5일   |
| 제24화 | 고가의 상(ゴーガの像)                 | 1966년 6월 12일  |
| 제25화 | 악마의 아이(悪魔ッ子)                 | 1966년 6월 19일  |
| 제26화 | 타올라라 영광(燃えろ栄光)             | 1966년 6월 26일  |
| 제27화 | 206편 소멸(206便消滅す)               | 1966년 7월 3일   |
| 제28화 | 내려줘!(あけてくれ!)                  | 1967년 12월 14일 |

| 이전 시작 | 제0대 쇼와 울트라 시리즈 1966년 1월 2일 ~ 1967년 12월 14일 | 다음 울트라맨(1966) |